# Niederglatt
Niederglatt (toponimo tedesco) è un comune svizzero di 4 914 abitanti del Canton Zurigo, nel distretto di Dielsdorf.

## Storia
Il comune è stato istituito nel 1840 per scorporo da quello di Niederhasli.

## Monumenti e luoghi d'interesse

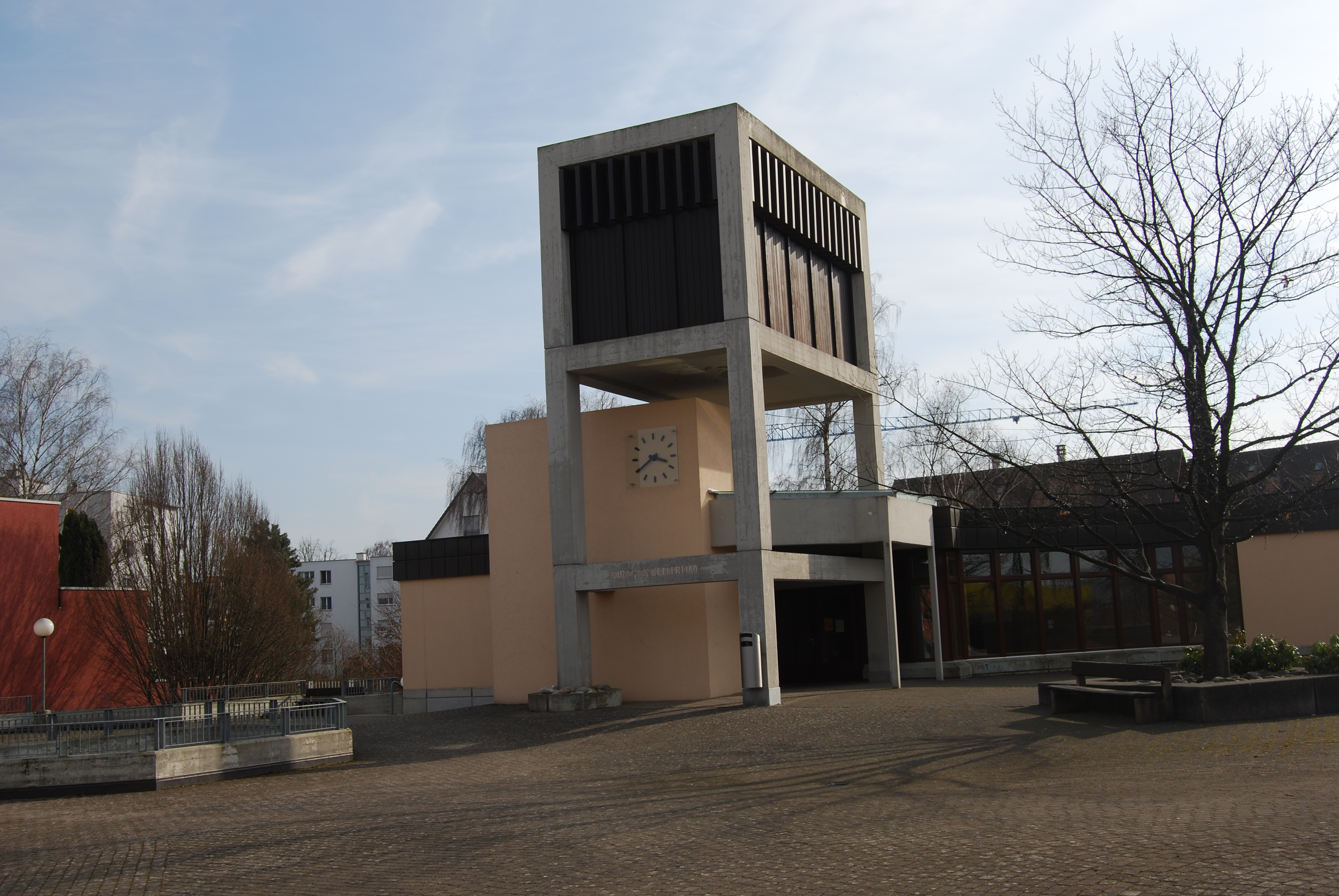
La chiesa riformata

- Chiesa riformata, eretta nel 1980[senza fonte].

## Società

### Evoluzione demografica
L'evoluzione demografica è riportata nella seguente tabella:
Abitanti censiti

## Infrastrutture e trasporti

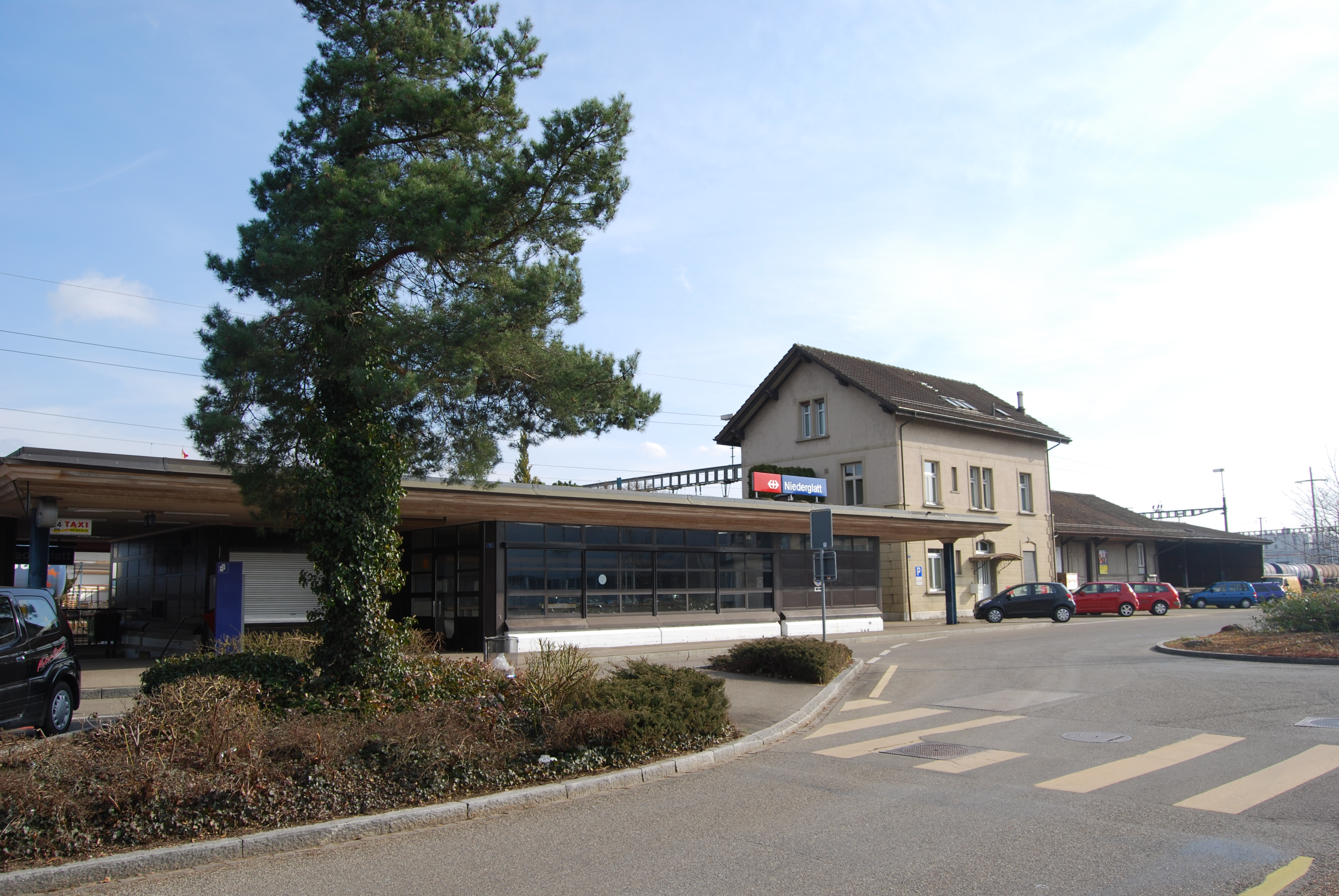
La stazione di Niederglatt

Niederglatt è servito dall'omonima stazione sulla ferrovia Oerlikon-Bülach.

## Amministrazione
Ogni famiglia originaria del luogo fa parte del cosiddetto comune patriziale e ha la responsabilità della manutenzione di ogni bene ricadente all'interno dei confini del comune.